# Spermacoce milnei
Spermacoce milnei är en måreväxtart som beskrevs av Bernard Verdcourt. Spermacoce milnei ingår i släktet Spermacoce och familjen måreväxter. Inga underarter finns listade i Catalogue of Life.